# Casuals Football Club
Casuals Football Club fu un club calcistico inglese di Londra.
Costituitosi nel 1883, si fuse con il Corinthian nel 1939 per formare l'attuale Corinthian-Casuals F.C.

## Storia
La squadra si è formata nel 1883, e fu originariamente composta dagli ex alunni delle scuole Eton School, Westminster School e Charterhouse School, ma poi la squadra si è espansa includendo anche alunni di tutte le università e scuole pubbliche.

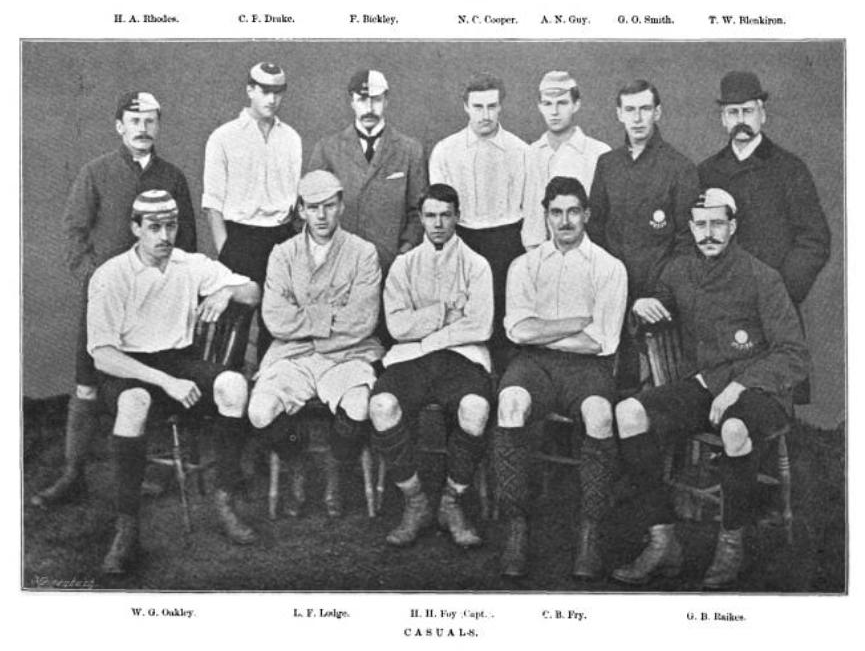
La Rosa dei Casuals nel 1894

Per tutta la durata del 1890 di FA Cup, la squadra si fuse con quella dei Old Carthusians, che avevano vinto il trofeo nove anni prima.
Nel 1905 fu uno dei membri fondatori dell'Isthmian League e vinsero la FA Amateur Cup nel 1936. Nei loro primi giorni ogni tanto sfidavano i Corinthian o squadre locali, giocando in luoghi diversi, non allo stesso terreno. Avrebbe anche giocato più di una volta o due volte a settimana, compreso giocare tutti i giorni tranne la domenica.
Nel 1913, hanno vinto l'AFA Senior Cup, battendo in finale i New Crusaders per tre reti a due, con i Casuals che hanno segnato il gol vittoria all'ultimo minuto.
Nel 1939, la squadra si fuse con il Corinthian per formare il Corinthian-Casuals, e dopo quattro giorni dalla fusione, disputarono anche una partita. I Corinthian-Casuals sono tuttora attivi e attualmente giocano nella Isthmian League Division One South.

## Calciatori
Cinque giocatori del Casuals giocarono per la nazionale inglese.
L'elenco completo dei giocatori che hanno giocato nella nazionale inglese (con il numero di presenze ricevuto mentre giocavano con la Casuals F.C.) erano:
- Richard Raine Barker (1 presenza)
- Fred Ewer (2 presenze)
- Bernard Joy (1 presenza)
- Arthur Topham (1 presenza)
- Robert Topham (1 presenza)

## Palmarès

### Competizioni nazionali
- FA Amateur Cup: 1

1935-1936
- AFA Senior Cup: 2

1907-1908, 1912-1913

### Competizioni regionali
- London Charity Cup: 6

1890-1891, 1893-1894, 1896-1897, 1900-1901, 1903-1904, 1904-1905
- Surrey Senior Cup: 1

1929-1930

### Altri piazzamenti
- Isthmian League:

Secondo posto: 1935-1936
Terzo posto: 1905-1906
- FA Amateur Cup:

Finalista: 1893-1894
- London Senior Cup:

Finalista: 1886-1887, 1887-1888, 1888-1889, 1892-1893, 1894-1895, 1895-1896